# Carl Schuster (Maler)
Carl Friedrich Heinrich Schuster, auch Karl Schuster, (* 30. Januar 1854 in Freiburg im Breisgau; † 2. August 1925 in Freiburg im Breisgau-Günterstal) war ein deutscher Architekt und Maler.

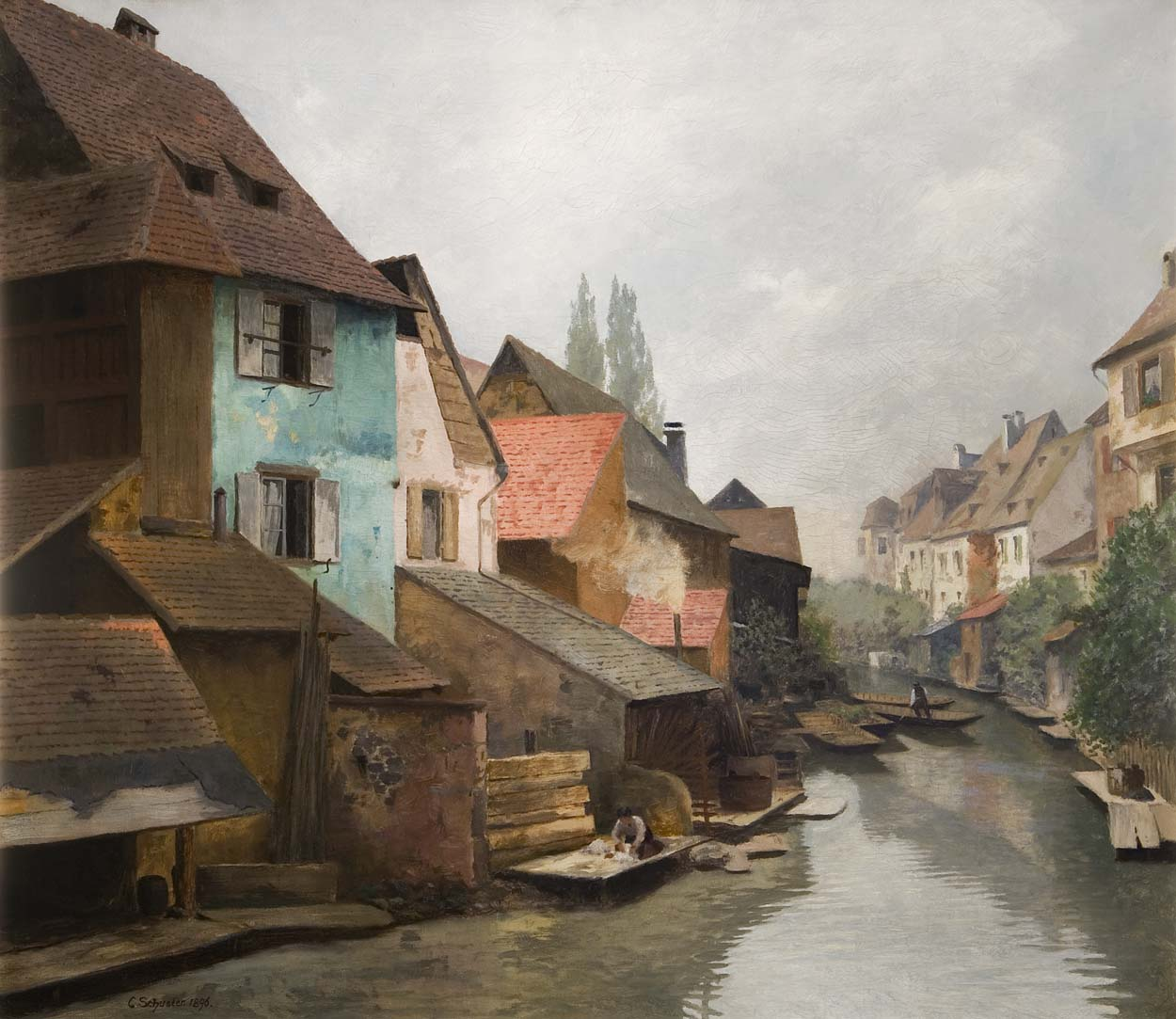
Fischerhäuser am Stadtkanal, 1896

## Leben
Schuster war der Sohn des gleichnamigen Politikers Carl Schuster, der von 1871 bis 1888 Oberbürgermeister von Freiburg war. Er studierte von 1872 bis 1877 Architektur an der Technischen Hochschule Karlsruhe. 1883 nahm er ein Studium an der Großherzoglich Badischen Kunstschule Karlsruhe bei Gustav Schönleber auf, das er 1886 abschloss. Schuster war Mitglied der 1899 in Freiburg gegründeten Künstlervereinigung Breisgauer Fünfer. Sein Architekturstudium schlägt sich auch in seinem Werk nieder. Seine Architekturmalerei zeigt ausschnitthaft Hausfassaden, Fachwerkkonstruktionen, Innenhof- und Balkonsituationen, Straßenstücke und Gassen in dörflicher Umgebung Freiburgs und im Elsass von dokumentarischer Genauigkeit. Darüber hinaus malte er in Norditalien, Spanien, Dalmatien und in den Niederlanden Stadt- und Hafenansichten sowie Landschaften und Kapellen im Schwarzwald.

## Schriften
- Das perspektivische Sehen beim Zeichnen nach der Natur. Karl Henckell & Co., Zürich / Leipzig 1898.
- Die Oelfarbentechnik der Landschaftsmalerei. Anleitung zum Malen nach der Natur für Anfänger und Dilettanten. Karl Henckell & Co, Zürich / Leipzig 1898.
- mit Friedrich Kempf: Das Freiburger Münster. Ein Führer für Einheimische und Fremde. Herder, Freiburg im Breisgau 1906. (mehrere Auflagen)
- mit Fritz Baumgarten, Peter P. Albert, Hermann Mayer: Die Wasserspeier am Freiburger Münster. In: Freiburger Münsterblätter. Halbjahrsschrift für die Geschichte und Kunst des Freiburger Münsters. Band 3, 1907, S. 1–44 (uni-heidelberg.de).
- Zur Baugeschichte des Freiburger Münsters im 18. Jahrhundert. In: Freiburger Münsterblätter. Halbjahrsschrift für die Geschichte und Kunst des Freiburger Münsters, Band 5 (1909), S. 1–14 (uni-heidelberg.de).